# 新猪谷ダム
新猪谷ダム（しんいのたにダム）は、岐阜県飛騨市、一級河川・神通川水系高原川に建設されたダム。高さ56メートルの重力式コンクリートダムで、北陸電力の発電用ダムである。同社の水力発電所・猪谷発電所・新猪谷発電所・新猪谷ダム発電所に送水し、合計最大5万6,900キロワットの電力を発生する。

## 歴史

### 猪谷発電所の建設
岐阜県飛騨市神岡町、古くは奈良時代から採掘が行われていたとされる神岡鉱山で、初めて電灯による光が灯されたのは1894年（明治27年）のことである。その電気は神岡鉱山が所有する自家用水力発電所からの供給によるものであった。鉱山および高原川の水利権を所有する三井鉱山（現・日本コークス工業）は五大電力の一角・大同電力と共同出資して神岡水電を設立し、電源開発を推進。1924年（大正13年）に跡津発電所（当時6,850キロワット）、1926年（大正15年）7月に中山発電所（当時1,000キロワット）、1929年（昭和4年）に猪谷発電所（当時2万2,300キロワット）と、3か所の水力発電所が続けざまに運転を開始した。3社の事業分担であるが、発電所の建設を三井鉱山が行い、完成後に神岡水電へ譲渡。発生した電力は三井鉱山が使用し、その余りを大同電力が引き取って大都市圏に供給する、というものであった。その後、1939年（昭和14年）になって日本発送電が設立されると、1941年（昭和16年）、神岡水電は中山発電所・猪谷発電所を日本発送電に出資。1942年（昭和17年）、猪谷発電所の上流において、日本発送電の委託のもと進めていた浅井田ダム・東町発電所・牧発電所の建設を終えると、跡津発電所を三井鉱山に譲渡し、解散した。

### 新猪谷ダム・新猪谷発電所の建設
1951年（昭和26年）、日本発送電の分割・民営化に伴い、高原川における水力発電は北陸電力が継承した。同社は1950年代に神通川（神一ダム・神二ダム・神三ダム）や常願寺川（常願寺川有峰発電計画）など、いくつもの大規模な水力発電所を完成させてきた。1960年代に入っても水力開発の手が休むことはなく、猪谷発電所に再開発の機運が訪れ、新たに新猪谷ダムおよび新猪谷発電所（3万3,500キロワット）が建設されることになった。新猪谷発電所は1964年（昭和39年）1月22日に運転を開始。猪谷発電所については取水口を新猪谷ダムに付け替え、今日に至るまで運転を継続している。

### 新猪谷ダム発電所の建設
2012年（平成24年）12月21日、北陸電力は新猪谷ダムからの河川維持放流水を活用し、最大500キロワットの電力を発生する新猪谷ダム発電所の運転を開始した。ダム直下右岸に設けた建物内に、横軸フランシス水車と同期発電機からなる水車発電機を1台設置。設備は明電舎製である。年間400万キロワット時の電力量を発生し、年間1,200トンの二酸化炭素排出削減を見込む。

## 周辺
岐阜県飛騨市神岡町、神岡鉱山から高原川に沿って国道41号を北上すると新猪谷ダムに至る。ダムには両岸に取水口が設けられており、右岸が猪谷発電所、左岸が新猪谷発電所用である。
下流にある新猪谷発電所の隣にあるのは中山発電所である。高原川の支流・ソンボ谷で取り入れた水を使用して発電するものである。猪谷発電所に先んじて運転を開始し、建設が進められている猪谷発電所の工事用電力をまかなった。

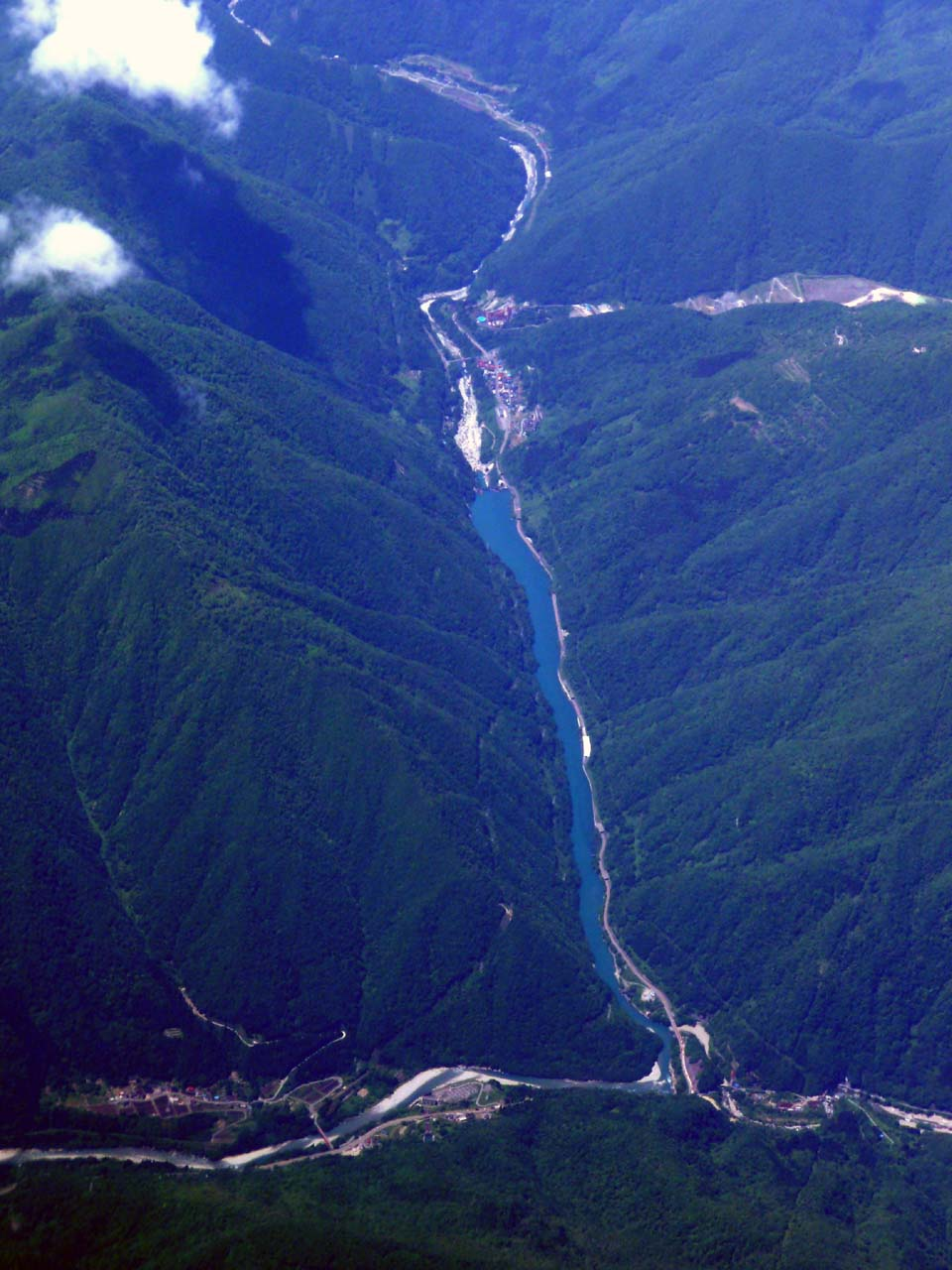
新猪谷ダム空撮
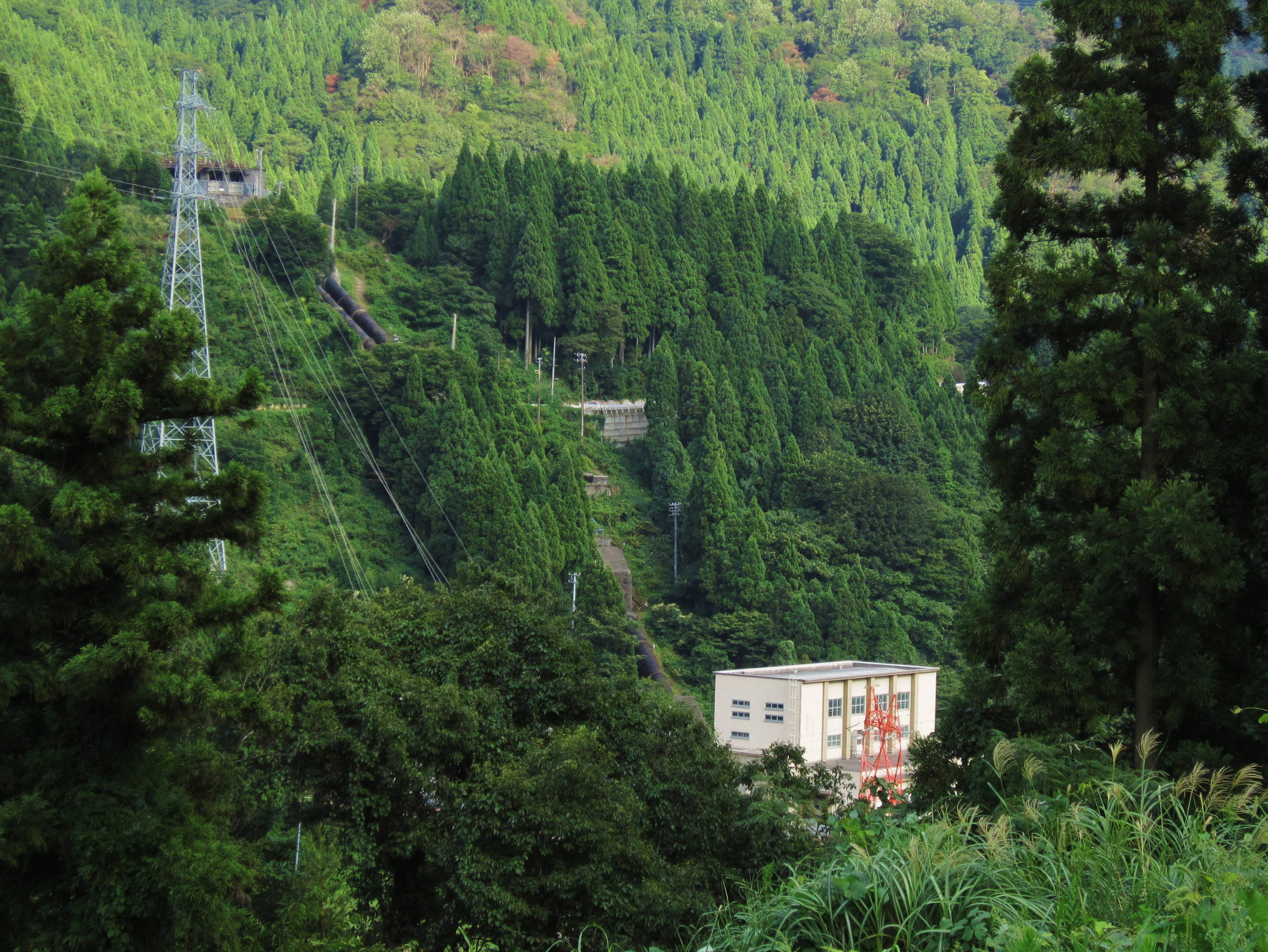
猪谷発電所
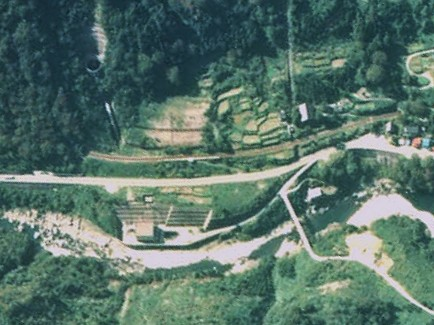
新猪谷発電所（左）と中山発電所（右）